# MHC Roden
MHC Roden (voluit Mixed Hockey Club Roden) is een hockeyclub uit Roden in de Nederlandse provincie Drenthe.

## Geschiedenis
De club is een initiatief dat in 1968 kwam van 12 personen.
Hiervan namen twee het initiatief om de zogenaamde Slapstick (clubgids) in omloop te brengen. Dit is lang de clubgids geweest die in de brievenbus terechtkwam. Sinds kort heeft de clubgids een nieuwe vorm aangenomen als e-mail nieuwsbrief (de naam blijft ongewijzigd).
In 1968 stapte de club met drie hockeyteams in de competitie (twee herenteams en een damesteam).
In het seizoen 2012/2013 wordt Heren 1 kampioen in de 2e klasse D.